# Manbuta aequalipunctata
Manbuta aequalipunctata là một loài bướm đêm trong họ Erebidae.